# Darrell Dexter
Pour les articles homonymes, voir Dexter.
Darrell Dexter (né le 10 septembre 1957 à Halifax) est un homme politique canadien dans la province de Nouvelle-Écosse. Il a été le premier ministre de la Nouvelle-Écosse du 19 juin 2009 au 22 octobre 2013. Il est le premier chef du Nouveau Parti démocratique de la Nouvelle-Écosse qui reprend le pouvoir pour la première fois et il a été député de la circonscription de Cole Harbour à la Chambre d'Assemblée de la Nouvelle-Écosse. Son gouvernement fut défait lors de l'élection de 2013, devenant le premier gouvernement de la Nouvelle-Écosse en 131 ans à s'être fait refuser un deuxième mandat. Darrell Dexter a été défait dans sa circonscription par 21 voix.

## Biographie

### 1998 à 2003
Darrell Dexter est élu pour la première fois député à la Chambre d'Assemblée lors de l'élection générale de 1998 ; au cours de la législature qui suit, il est porte-parole de l'opposition en matière de Développement économique et de Santé. Il est réélu lors des élections générales de 1999 et de 2003. En 2001, Dexter est élu chef du NPD de la Nouvelle-Écosse, remplaçant Helen MacDonald.

### Élection générale de 2003
Lors de la première élection générale de Dexter à la tête des troupes néo-démocrates, le parti traîne en troisième place dans les sondages et risque de perdre plusieurs sièges. Le NPD cherche à consolider ses appuis dans la région métropolitaine de Halifax et tente de progresser dans les régions rurales conservatrices et dans son ancien pré carré de l'île du Cap-Breton, perdu au profit du Parti libéral.
Après une campagne pendant laquelle les libéraux lui reprochent d'avoir appuyé une baisse d'impôts adoptée par le gouvernement progressiste-conservateur et où il est critiqué, au même titre que les autres chefs de parti, pour sa performance médiocre lors du débat télévisé des chefs, il réussit à faire progresser le NPD au niveau du vote populaire et à remporter quatre sièges de plus.

### Élection générale de 2006
Le gouvernement de Rodney MacDonald déclenche une élection générale pour le 13 juin 2006. Dexter est toujours à la tête du Nouveau Parti démocratique. Au départ, les sondages donnent au NPD les mêmes niveaux d'appuis qu'en 2003, en deuxième place derrière les conservateurs, avec environ 30 % des intentions de vote. Dexter fait campagne sur une plateforme qui prône davantage de services pour les personnes âgées, la baisse des coûts de chauffage pour les résidences, une baisse de 10 % des frais de scolarité pour l'éducation postsecondaire, des services de garde subventionnés par l'État ainsi qu'une assurance automobile publique.
La campagne électorale du Parti libéral n'impressionne pas, ce qui profite au NPD ainsi qu'aux progressistes-conservateurs. Le NPD ne réussit pas à prendre le pouvoir, mais réalise des gains importants le jour du scrutin : il remporte cinq sièges additionnels, pour un total de 20, le meilleur résultat de l'histoire du parti. Dexter est facilement réélu dans sa circonscription avec 59,5 % des voix. Le NPD augmente sa part des voix de quelque 4 % et obtient 34,5 % du vote populaire.
Après l'élection d'un gouvernement minoritaire progressiste-conservateur, Dexter déclare qu'il continuera à coopérer avec le gouvernement, rejetant une offre du chef libéral Francis MacKenzie (en) pour former un gouvernement de coalition.

### Élection générale de 2009

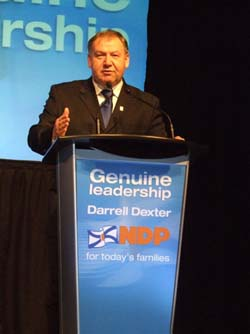
Dexter en 2009

### Premier ministre
Après la victoire électorale du NPD néo-écossais le 9 juin 2009, Darrell Dexter confirme que le concert donné par Paul McCartney à Halifax à l'été 2009 avait coûté 600 000 $ aux contribuables de la province.
Darrell Dexter a profité du congrès annuel du SCFP-Nouvelle-Écosse pour annoncer que son gouvernement s’engageait à interdire la vente d’eau embouteillée dans tous les établissements provinciaux qui ont accès à de l’eau potable. Il a confié aux délégués du congrès qu’il avait demandé au ministère de l’Environnement d’élaborer une politique pour mettre en œuvre cette nouvelle pratique et qu’il comptait rendre publics les détails de projets pilotes.
En 2012, le gouvernement Dexter redessine la carte électorale de la Nouvelle-Écosse en abolissant les circonscriptions protégées, à savoir les circonscriptions acadiennes de Clare, d’Argyle et de Richmond, ainsi que la circonscription afro-néo-écossaise de Preston. Cette décision sera jugée contraire à la Constitution par la Cour d’appel de la province en janvier 2017.

### Élection générale de 2013
Le 8 octobre 2013, lors de la 39e élection générale de la Nouvelle-Écosse, son gouvernement et le Nouveau Parti démocratique subissent une défaite. Le NDP devient le troisième parti de l'Assemblée, avec sept sièges. Darrell Dexter n'est pas réélu dans sa nouvelle circonscription de Cole-Harbour-Portland-Valley. Il est le premier premier ministre de la Nouvelle-Écosse à perdre son siège après un seul mandat depuis Ernest Howard Armstrong en 1925. Le 16 novembre 2013, il annonce sa démission du poste de chef du NPD à compter du 23 novembre 2013 et laisse la place, par intérim, à Maureen Macdonald.

## Source
- (en) Cet article est partiellement ou en totalité issu de l’article de Wikipédia en anglais intitulé « Darrell Dexter » (voir la liste des auteurs).